# Konstantin Ferdinand von Gatterburg

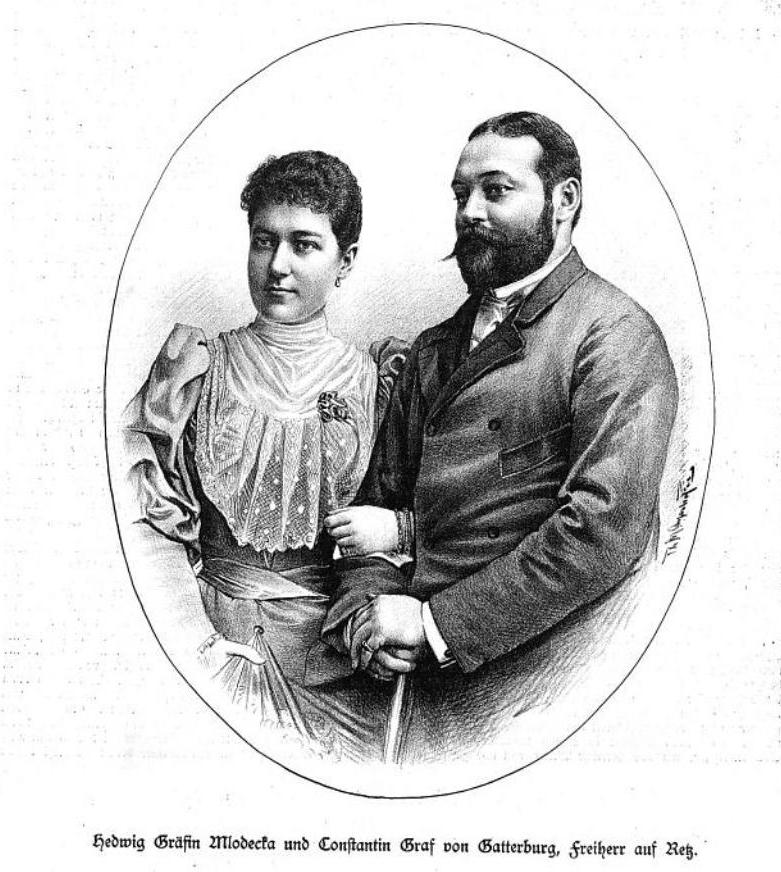
Konstantin Ferdinand von Gatterburg und Frau 1892

Konstantin Ferdinand Graf von Gatterburg (* 29. Februar 1860 in Retz; † 23. Dezember 1914 in Kaschau) war ein österreichischer Adeliger, Politiker und niederösterreichischer Landtagsabgeordneter.
Konstantin Ferdinand Graf von Gatterburg war der Sohn von Konstantin Adolf Graf von Gatterburg (1829–1906) und Anna Maria Sofia Gräfin von Gudenus (1838–1917). Er war Gutsbesitzer von Retz und Zwölfaxing, Oberleutnant der Reserve und Vorsitzender des Landwirtschaftlichen Bezirksvereins Retz 1892–1914. Von 1902 bis 1909 war er als Vertreter des Großgrundbesitzes im Niederösterreichischen Landtag. Er starb 1914 im Zuge der Ereignisse des Ersten Weltkrieges.
Gatterburg heiratete am 8. September 1892 Hedwig von Mlodecka (* 29. Mai 1868). Das Paar hatte mehrere Kinder:
- Alexander Maria Konstantin Georg (* 15. Juni 1893)
- Stanislaus Anna Maria Konstantin Meinrad (* 19. Juli 1894)